# Вако (город)
Вако (яп. 和光市 Вако:-си) — город в Японии, находящийся в префектуре Сайтама. Площадь города составляет 11,04 км², население — 82 542 человека (1 августа 2014), плотность населения — 7476,63 чел./км².

## Географическое положение
Город расположен на острове Хонсю в префектуре Сайтама региона Канто. С ним граничат города Асака, Тода.

## Население
Население города составляет 82 542 человека (1 августа 2014), а плотность — 7476,63 чел./км². Изменение численности населения с 1980 по 2005 годы:
| 1980 | 49 713 чел. |  |
| 1985 | 55 212 чел. |  |
| 1990 | 56 890 чел. |  |
| 1995 | 62 588 чел. |  |
| 2000 | 70 170 чел. |  |
| 2005 | 76 688 чел. |  |

## Символика
Деревом города считается гинкго, цветком — Rhododendron indicum.